# Phorotrophus hastatus
Phorotrophus hastatus är en stekelart som först beskrevs av André Seyrig 1932.  Phorotrophus hastatus ingår i släktet Phorotrophus och familjen brokparasitsteklar. Inga underarter finns listade i Catalogue of Life.